# L'insegnante
L'insegnante è un film del 1975 diretto da Nando Cicero.

## Trama
Fefè La Mottola è un onorevole siciliano, donnaiolo e traffichino, preoccupato dello scarso rendimento scolastico del figlio, per cui ingaggia una giovane insegnante per impartirgli delle ripetizioni. Il ragazzo, che trascorre le giornate alla ricerca di una ragazza con cui sfogare le proprie pulsioni sessuali, irresistibilmente attratto dalla bella insegnante, escogita un modo rapido per sedurla. Convinto dagli amici, decide di fingersi gay per sollecitare la compassione della professoressa e il suo istinto a "curarlo". La strategia sembra dare i suoi frutti, anche grazie alla preoccupazione di sua madre, che, per riportare il figlio sulla "retta via", non esita a chiedere all'insegnante di utilizzare le proprie armi seduttive per "guarirlo".